# 리플레이 : 다시 시작되는 순간
《리플레이: 다시 시작되는 순간》은 2021년 1월 26일부터 방송되고 있는 웹 드라마이다.

## 기획의도
"나의 첫사랑이 다시 시작되는 순간", 모든 것이 서툴고 불안했지만 가장 순수했던, 열여덟 청춘들의 공감 로맨스

## 등장인물

### 주요인물
- 김민철 : 공찬영 역
- 조미연 : 유하영 역
- 휘영 : 이지훈 역
- 마르코 : 심태영 역
- 최지수 : 임서은 역
- 권혁수 : 이인호 역.

### 그 외 인물
- 지원 : 술집 알바생 역
- 이도연 : 담임 선생님 역
- 김시윤 : 바텐더 역
- 김수현 : 공방 손님 역
- 강전영 : 유튜브 MC 역

### 특별출연
- 공정환 : 공방 사장님 역
- 이규호 : 서은 삼촌 역